# Мельраккасльетта
Мельраккасльетта (исл. Melrakkaslétta) — полуостров на северо-востоке Исландии. Достигает примерно 40 км в длину и 30 км в ширину. Полуостров расположен между фьордами Эхсар-фьорд и Тистиль-фьорд в Северной Атлантике.
Название можно перевести с исландского как Песцовая равнина.

## Описание полуострова
К югу от полуострова находятся горы на плато Хоулахейди (исл. Hólaheiði). На полуострове на восточном берегу Эхсар-фьорда расположена деревня Коупаскер. Район мысов Рифстаунги (исл. Rifstangi) и Хрёйнхабнартаунги (исл. Hraunhafnartangi) известен как кладбище кораблей.
В северной части полуострова недалеко от побережья находятся многочисленные озёра.
Примерно в середине полуострова находится долина Бликалоунсдалюр (исл. Blikalónsdalur). Полуостров расположен в зоне разлома Тьёднес, поэтому в области Эхсар-фьорда и деревни Коупаскер часто происходят землетрясения. В 1976 г землетрясение имело силу 6.3 балла по шкале Рихтера и нанесло значительный ущерб.
Близость рифтовой зоны проявляется также в виде вулканической активности. Лавовые потоки, возникавшие в послеледниковую эпоху, привели к образованию лавовых полей Престхоулархрёйн (исл. Presthólahraun) и Кедлингархрёйн (исл. Kerlingarhraun).
На северо-западе полуострова примерно в 20 км к северу от деревни Коупаскер находится вулкан Рёйдинупюр (исл. Rauðinúpur, Красный пик). Здесь гнездится множество морских птиц. У подножия вулкана находится хутор Нупскатла (исл. Núpskatla), на котором вырос писатель Йоун Трёйсти. В 1958 г был сооружен маяк Рёйданупсвити (исл. Rauðanúpsviti).

## Населённые пункты
В северной части полуострова находится мало населённых пунктов. На восточном побережье существует посёлок Рёйвархёбн (исл. Raufarhöfn), на западном — деревня Коупаскер. Эти населённые пункты являются самыми северными на острове. Многие хутора в настоящее время заброшены.